# Alexandre Roszak
Pour les articles homonymes, voir Roszak.
Alexandre Roszak, ou Rozak, est un footballeur français d'origine polonaise, né le 29 septembre 1931 à Masny  et mort le 3 février 1998 à Mont-de-Marsan. Il a été le gardien de but de Sedan et de Nîmes. Il compte une sélection en équipe de France A contre la Belgique le 1er mars 1959 , en tant que gardien remplaçant de Dominique Colonna.

## Carrière de joueur
- 1952-1953 :  SAS Épinal
- 1953-1957 :  UA Sedan-Torcy
- 1957-1961 :  Nîmes Olympique
- 1961-1964 :  UA Sedan-Torcy[1]

## Palmarès
- Vice-champion de France en 1958, 1959 et 1960 avec le Nîmes Olympique
- Finaliste de la Coupe de France en 1958 et 1961 avec le Nîmes Olympique
- Champion de France de D2 en 1955 avec l'UA Sedan-Torcy
- Finaliste de la Coupe Charles Drago en 1955 avec l'UA Sedan-Torcy
- Une sélection en Equipe de France A